# Perklorna kiselina
Perklorna ili perkloratna kiselina (HClO4) je oksokiselina klora. Svrstava se u najjače anorganske kiseline.

## Svojstva
Kemijski čista perklorna kiselina je bezbojna, higroskopna tekućina tališta -100 °C i vrelišta 100 °C. Vrlo je jaki oksidans, eksplozivno reagira s mnogim organskim tvarima, lako otapa srebro i zlato.
Hidratizirani oblik je stabilniji i može se zagrijavati do vrenja bez opasnosti od eksplozije.
U vodenim otopinama potpuno ionizira. Perkloratni anion je vrlo jaka baza i ne pokazuje sklonost kompleksiranju.

## Proizvodnja
Vodena otopina perkloratne kiseline obično se dobiva djelovanjem koncentrirane klorovodične kiseline na bezvodni natrijev perklorat. Istaloženi klorid uklanja se filtracijom, a filtrat se koncentrira destilacijom do masenog udjela od 57%, pri čemu isparavaju ostatci klorovodika. Dobivena sirova perklorna kiselina zatim se destilira u vakuumu do masenog udjela od 70-72%, čime se dobiva uobičajeni komercijalni oblik. Dehidratacijom s oleumom (masenog udjela sumporovog(VI) oksida od 30%) dobiva se bezvodna perklorna kiselina.

## Uporaba
Koristi se kao sirovina za dobivanje raznih perklorata. Zbog stabilnosti aniona, koristi se u slučajevima gdje je potrebna stalna ionska jakost otopina za proučavanje kinetike u vodenim otopinama.